# Pierre Moinot
Pierre Moinot (* 29. März 1920 in Fressines; † 6. März 2007 in Paris) war ein französischer Schriftsteller und Kulturpolitiker.

## Leben
Moinot wurde 1920 als Sohn von zwei Lehrern geboren. Seine Kindheit verbrachte er im Poitou und besuchte Schulen in Niort, Ajaccio und Périgueux. Er gewann den Concours général in Französisch und besuchte anschließend den Literaturvorbereitungskurs Khâgne am Lycée Henri-IV und 1940 in Caen. 1942 beendete er sein Studium mit einem Diplom am Institut de phonétique in Grenoble mit einer Arbeit über die französischen Dialekte Poitevin und Saintongeais.
Schon während des Studiums wurde Moinet zum Militärdienst eingezogen, geriet in Kriegsgefangenschaft, konnte jedoch entkommen und schloss sich der Résistance in Grenoble an. Er war an der Rückeroberung Marokkos beteiligt, nahm 1944 an der Befreiung Italiens und der Operation Dragoon in Südfrankreich teil und kämpfte bei Sigmaringen. Schließlich wurde er bei Kämpfen in den Vogesen verletzt und erlebte das Ende des Zweiten Weltkriegs im Lazarett.
1946 wurde Moinot Wirtschaftsprüfer am französischen Rechnungshof. 1959 wurde er Berater des Kulturministers André Malraux in der Regierung von Charles de Gaulle – ungeachtet seiner eher linken politischen Positionen. Moinot konzentrierte sich vor allem auf Theater und Kino: Er setzte sich für Finanzierungshilfen für die Filmindustrie ein, gründete eine Theaterabteilung und eine Abteilung für kulturelle Aktivitäten im neuen Ministerium, arbeitete den ersten „Kulturentwicklungsplan“ aus und gründete das Maison de la Culture. Aus Protest gegen die fehlenden finanziellen Mittel in der Kulturpolitik trat Moinet dann aber 1962 zurück.
Vier Jahre später rief ihn Malraux zurück und Moinot wurde Abteilungsleiter für Kunst und Literatur. Er übernahm damit die Aufgaben der von ihm wenige Jahre zuvor gegründeten Abteilungen. Außerdem wurde er als Vertreter des Ministeriums in verschiedenen Gremien und Institutionen entsandt. So saß er bis 1970 im Verwaltungsrat der Union Générale Cinématographique, war bis 1972 Mitglied und Präsident der Kommission der Filmförderung „Avances sur recettes au cinéma“, sowie Mitglied der französischen Delegation der UNESCO und UNESCO-Experte im Iran und in Brasilien. Bis 1974 war er außerdem Präsident des Komitees für kulturelle Aktivitäten der französischen Kommission der UNESCO. 1969 riet er der französischen Regierung zu einer umfassenden Reform der Verwaltung des Kulturministeriums, die auch eine Abschaffung seiner Stelle bedeutete.
1969 wurde er Mitglied der Kommission zur Reformierung des öffentlich-rechtlichen Rundfunkprogramms Office de Radiodiffusion Télévision Française und war dann bis 1972 Mitglied des Verwaltungsrates. Als Präsident der „Kommission zur Neuordnung der Medien“ im Jahr 1981 hatte er die Idee zur „Hohen Behörde für Medienkommunikation“.
Außerdem war Moinot Mitglied des Exekutivkomitees von Amnesty International in Frankreich, saß im Rat der Ehrenlegion und war Präsident des Rats des Ordre des Arts et des Lettres (bis 1995). Am 21. Januar 1982 wurde er in die Académie française auf den Fauteuil 19 gewählt.
Moinot war ab 1983 und bis zu seiner Pensionierung 1986 als Vertreter der Staatsanwaltschaft „Procureur Général“ beim französischen Rechnungshof.

## Werk
1947 veröffentlichte Moinot in Les Temps modernes die Novelle La nuit et le Moment und sandte sie auch Albert Camus zu, der beeindruckt war und ihn bei der Suche nach einem Verleger unterstützte. Moinot veröffentlichte mehrere Novellen und dann 1952 bei Gallimard den Roman Armes et bagages. Es folgten weitere Romane, die mit Preisen bedacht wurden: Er erhielt den Prix Charles Veillon, 1953 den Prix Sainte-Beuve für La Chasse royale, 1954 einen Grand Prix du Roman der Académie française für La Chasse royale, den Prix des Libraires für Le Sable vif (1963), den Prix Femina für Le Guetteur d'ombre, den Preis des Rotary International für Le Matin vient, et aussi la nuit (2000) und den Grand Prix Jean-Giono für Le Coup d'État (2004).
Sein Werk ist stark beeinflusst von der kargen Kindheit auf dem Land und den großen Ereignissen der französischen Geschichte. Neben Romanen und Novellen veröffentlichte Moinot auch das Theaterstück Héliogabale (1971) und arbeitete auch als Drehbuchautor (Mazarin, 1978, Jeanne d'Arc, 1988, und La Laïque, 1998). Gemeinsam mit Jules Roy war er 1956 Auslandskorrespondent in Französisch-Westafrika am Unterlauf des Niger. Diese Zeit inspirierte ihn 1991 zu La descente du fleuve.

## Ehrungen
- Großkreuz der Ehrenlegion[2]
- Croix de Guerre 1939–1945[2]
- Offizier des Palmes académiques[2]
- Offizier des Ordre du Mérite agricole[2]
- Komtur des Ordre des Arts et des Lettres[2]
- Prix Charles-Veillon für Armes et bagages, 1952

## Werke
- Armes et bagages. Gallimard, 1952
- La Chasse royale. Gallimard, 1953
- La blessure. Gallimard, 1957
- Le voleur. Gallimard, 1960
- Le Sable vif. Gallimard, 1963 (Prix des Libraires 1964)
- Repos à Bacoli. 1966
- Quand la liberté venait du ciel. 1967
- La Griffe et la Dent, Denoël, 1977
- Mazarin. Gallimard, 1978
- Le Guetteur d’ombre. Gallimard, 1979 (Prix Femina 1979)
- mit Jean-François Griblin: Jeanne d'Arc. 1988
- Jeanne d’Arc, le pouvoir et l’innocence. Flammarion, 1988
- La Descente du fleuve. Gallimard, 1991
- Tous comptes faits. Quai Voltaire, 1993
- T.E. Lawrence en guerre. Quai Voltaire, 1994
- Attention à la peinture. Gallimard, 1997
- Le Matin vient et aussi la nuit. Gallimard, 1999
- La Mort en lui. Gallimard, 2002
- mit  Xavier Patier, Léon Mazzella und Philippe Verro: Chasses à cœur ouvert. Gerfaut, 2002
- Coup d'État. Gallimard, 2003
- La Saint Jean. Sigalla, 2003
- Maison. Sigalla, 2004
- La Saint Jean d'été. Gallimard, 2007

### Drehbücher
- 1960: La blessure
- 1966: Retour à Bacoli, Fernsehserie, basierend auf einer Kurzgeschichte
- 1967: Quand la liberté venait du ciel, Fernsehserie
- 1969: La chasse royale
- 1978: Mazarin; Fernsehserie
- 1985: La nuit et le moment, Fernsehfilm
- 1989: Jeanne d'Arc, le pouvoir de l'innocence, Fernsehfilm
- 2000: La laïque, Fernsehfilm, basierend auf einer Novelle

### Theaterstücke
- Héliogabale. Gallimard, 1971